# Francesca Cristiana Conti
Francesca Cristiana Conti (Genzano di Roma, 21 maggio 1972) è una pallanuotista italiana.

## Carriera

### Club
Ha esordito nel 1984 con la società di pallanuoto femminile Castelli Romani. Cinque anni dopo si è trasferita all'Orizzonte Catania, dove è rimasta per 15 anni e ha conquistato 13 scudetti e 5 coppe dei campioni.
Dal 2005 è dirigente e team manager della nazionale italiana.
Nel 2014, a dieci anni dal ritiro, torna in vasca tra le file della SIS Roma.

### Nazionale
Ha vestito per ben 327 volte la calottina azzurra nella nazionale italiana di pallanuoto femminile ottenendo 2 ori, 1 argento e 1 bronzo ai campionati mondiali, 4 ori, 1 argento e 1 bronzo ai Campionati europei di pallanuoto e, infine, nel 2004 ha vinto la medaglia d'oro alle Olimpiadi di Atene.

## Palmarès

### Club
- Campionato italiano: 13

Orizzonte Catania: 1991-92; 1992-93; 1993-94; 1994-95; 1995-96; 1996-97; 1997-98; 1998-99; 1999-00; 2000-01, 2001-02; 2002-03; 2003-04
- LEN Champions Cup: 5

Orizzonte Catania: 1993-94; 1997-98; 2000-01; 2001-02; 2003-04

### Nazionale
- Olimpiadi

Atene 2004: 
- Mondiali

Roma 1994: 
Perth 1998: 
Fukuoka 2001: 
Barcellona 2003: 
- Coppa del Mondo

Winnipeg 1999: 
- Europei

Atene 1991: 
Vienna 1995: 
Siviglia 1997: 
Prato 1999: 
Budapest 2001: 
Lubiana 2003: 